# Matt Helm
Matt Helm ist ein fiktiver US-amerikanischer Geheimagent.

## Romane
Von 1960 bis 1993 veröffentlichte Donald Hamilton 27 Romane über Matt Helm.

## Filmserie
In den 1960er Jahren entstanden vier Filme mit Dean Martin in der Titelrolle:
- 1966: Leise flüstern die Pistolen – Regie: Phil Karlson
- 1966: Die Mörder stehen Schlange – Regie: Henry Levin
- 1967: Wenn Killer auf der Lauer liegen – Regie: Henry Levin
- 1968: Rollkommando – Regie: Phil Karlson

Für die Nebenrollen gewann man viele weitere Stars, darunter Stella Stevens, Daliah Lavi, Karl Malden, Ann-Margret, Senta Berger, Sharon Tate und Elke Sommer. Im letzten dieser Filme choreographierte Bruce Lee die Kampfszenen.

## Fernsehserie
Im Jahr 1975 gab es eine Fernsehserie namens Matt Helm – Im Dschungel der Großstadt mit Anthony Franciosa, die sich aber noch weiter als die Filme von Hamiltons Büchern entfernte, da Matt Helm hier die Tätigkeit als Geheimagent aufgibt, um stattdessen Detektiv zu werden.